# Echmatocrinus
Echmatocrinus là một động vật bí ẩn Kỷ Cambri có đặc điểm giống Huệ biển hoặc san hô tám tia. Sự xuất hiện của nó chỉ được biết đến từ đá phiến sét Burgess. 5 mẫu vật của Echmatocrinus được biết đến từ lớp đá Phyllopod, nơi chúng đóng góp 0.1% số lượng sinh vật.
Sinh vật này có một chút giống với hình nón ngược, với phần trên hình vương miện có bảy đến chín xúc tu. Mỗi tua được bao phủ bởi phần mở rộng nhỏ. Phần nón của nó được bao phủ bởi những tấm bị khoáng hoá được sắp xếp không theo quy luật. Những sinh vật này sống đơn độc, lối sống, mặc dù con vị thành niên đôi khi gắn liền với con trưởng thành.

## Đường dẫn ngoài
- Bản mẫu:Burgess Shale species